# Mariene ecoregio Bonapartekust
De Mariene ecoregio Bonapartekust (141) (Engels: Bonaparte Coast marine ecoregion) is een biogeografische regio en ligt in het oosten van de Indische Oceaan in de Mariene provincie Sahulplat (32) in het Marien rijk Centrale Indo-Pacific. De mariene ecoregio is vastgesteld door het World Wide Fund for Nature en The Nature Conservancy en is vernoemd naar de Bonaparte-archipel.
In het oosten grenst het gebied aan de mariene ecoregio Arnhemkust naar Golf van Carpentaria (140), in het noordoosten aan de mariene ecoregio Bandazee (131), in het noordwesten aan de mariene ecoregio Kleine Sunda-eilanden (132) en in het westen aan de mariene ecoregio Exmouth naar Broome (144).

## Geografie
De mariene ecoregio ligt in het oosten van de Indische Oceaan voor de noordkust van Australië. Het gebied ligt in de Timorzee en de Joseph Bonaparte-golf en strekt zich uit van de oostkust van Melville-eiland in het oosten tot aan de noordpunt van het Dampier-schiereiland in het westen. Het omvat onder andere King Sound, Collier Bay, York Sound, Admiraliteitsgolf en Joseph Bonaparte-golf en omvat onder andere de watweren rondom de Buccaneer Archipelago en de Bonaparte-archipel.
Door het gebied stromen de Hollowaystroom en de Indonesische doorstroom.

## Biogeografie
Het gebied kent zeeleven dat houdt van tropische temperaturen.